# The Chinatown Mystery
The Chinatown Mystery er en amerikansk stumfilm fra 1915 af Reginald Barker.

## Medvirkende
- Howard Hickman som Frank Sloan
- Leona Hutton som Grace Adams
- Sessue Hayakawa som Yo Hong
- Tsuru Aoki som Woo
- Walter Belasco som Hop Lee